# Kate Summerscale
Kate Summerscale (Londra, 1965) è una scrittrice e giornalista britannica.

## Biografia
Nata a Londra nel 1965 e cresciuta da ragazza in Giappone, Cile e Inghilterra, ha studiato a Oxford e conseguito un Master of Arts in giornalismo all'Università di Stanford.
Giornalista per l'Independent, il Daily Telegraph, il Guardian e il Sunday Telegraph, nel 1997 ha pubblicato la sua prima opera, The Queen of Whale Cay, biografia di "Joe" Carstairs, prima donna pilota motonautica, aggiudicandosi il Somerset Maugham Award l'anno successivo.
Il suo secondo libro, Omicidio a Road Hill House, ovvero invenzione e rovina di un detective, sul misterioso omicidio di un bambino nel 1860, ha ottenuto il Baillie Gifford Prize nel 2008 e fornito il soggetto per una serie televisiva.
In seguito ha pubblicato La rovina di Mrs Robinson nel 2012 e Il ragazzo cattivo nel 2016, analisi dell'omicidio di una donna nel 1895 da parte del figlio tredicenne premiata con un Edgar Award.

## Opere

### Saggi
- The Queen of Whale Cay (1997)
- Omicidio a Road Hill House, ovvero invenzione e rovina di un detective (The Suspicions of Mr Whicher or The Murder at Road Hill House), Torino, Einaudi, 2008 traduzione di Luigi Civalleri ISBN 978-88-06-19361-4.
- La rovina di Mrs Robinson: storia segreta di una donna vittoriana (Mrs Robinson's Disgrace, 2012), Torino, Einaudi, 2013 traduzione di Ada Arduini ISBN 978-88-06-21234-6.
- Il ragazzo cattivo, ovvero Delitto, castigo e redenzione di Robert Coombes (The Wicked Boy: The Mystery of a Victorian Child Murderer, 2016), Torino, Einaudi, 2017 traduzione di Ada Arduini ISBN 978-88-06-23007-4.
- The Haunting of Alma Fielding: A True Ghost Story (2020)
- Atlante delle fobie e delle manie: 99 ossessioni che ci rendono umani (The Book of Phobias and Manias, 2022), Torino, UTET, 2023 traduzione di Costanza Prinetti ISBN 9791221205947.

## Premi e riconoscimenti
- Costa Book Awards: 1997 finalista con The Queen of Whale Cay
- Somerset Maugham Award: 1998 vincitrice con The Queen of Whale Cay
- Baillie Gifford Prize: 2008 vincitrice con Omicidio a Road Hill House, ovvero invenzione e rovina di un detective
- Edgar Award per il Miglior Fact Crime: 2017 vincitrice con Il ragazzo cattivo, ovvero Delitto, castigo e redenzione di Robert Coombes